# Fraubillenkruis
Het Fraubillenkruis (Duits: Fraubillenkreuz) is een menhir, die is herkapt in een kruis. Het staat aan de straatkant op het Ferschweiler Plateau in de Eifel in Duitsland, tussen Ferschweiler, Schankweiler, Nusbaum-Rohrbach en Bollendorf.
Volgens de traditie heeft Willibrordus, de missionaris van de Eifelregio, de 5.000 jaar oude menhir met de hand herschapen in de vorm van een kruis als christelijk monument. Twee nissen voor beelden werden aan weerszijden ingehakt en zijn omringd door gaatjes. Heden is het kruis zo'n 3,5 meter hoog.
De oorsprong van de naam is onduidelijk. Het kan zijn dat Fraubillen een verbastering is van Unsere lieben Frau Bild-Kreuz, "Onze-Lieve-Vrouwenbeeld kruis". Het lokale dialect Luxemburgs of Moezelfrankisch verbuigt bild als biller in het meervoud en billen in de genetief. De betekenis van Fraubillenkruez is dan Kruis van Onze-Lieve-Vrouw. Een andere mogelijkheid is dat de naam afkomstig is van Sibille, een naam die werd gegeven aan een profetische vrouw. In 1617 wordt het kruis vermeld als Sybillen Creutz ("Sybille's kruis").

## Weerklank
Het gegeven werd uitgewerkt in een hedendaagse sculptuur van Christoph Wilmsen-Wiegmann en Felix Droese. Deze sculptuur is onderdeel van een sculpturen-as tussen Kleef en Hoog-Elten en werd in 2021 geplaatst op een dijkpad aan de Rijn in natuurgebied Salmorth.